# Bockhorn (Friesland)
Bockhorn ist eine Gemeinde im Landkreis Friesland im nordwestlichen Niedersachsen. Historisch gehört die Gemeinde zum Oldenburger Land.

## Geografie

### Geografische Lage
Bockhorn liegt südlich von Wilhelmshaven in der Nähe der Bundesautobahn 29.

### Nachbargemeinden
Die Gemeinde Bockhorn grenzt im Westen und im Norden an die Gemeinde Zetel, im Osten an die Stadt Varel (beide Landkreis Friesland) und im Süden an die Stadt Westerstede und an die Gemeinde Wiefelstede (beide Landkreis Ammerland). Im Nordosten grenzt Bockhorn auf rund vier Kilometern Länge an den Jadebusen, eine große Meeresbucht an der Nordsee.

### Gemeindegliederung
Zur Gemeinde Bockhorn gehören neben dem Hauptort Bockhorn die Ortschaften:
Adelheidsgroden, Blauhand, Bockhornerfeld, Bredehorn, Ellenserdammersiel, Goehlriehenfeld, Grabstede, Grabstederfeld, Jührdenerfeld, Kranenkamp, Kreyenbrok, Moorwinkelsdamm, Osterforde, Petersgroden und Steinhausen.

### Flächennutzung

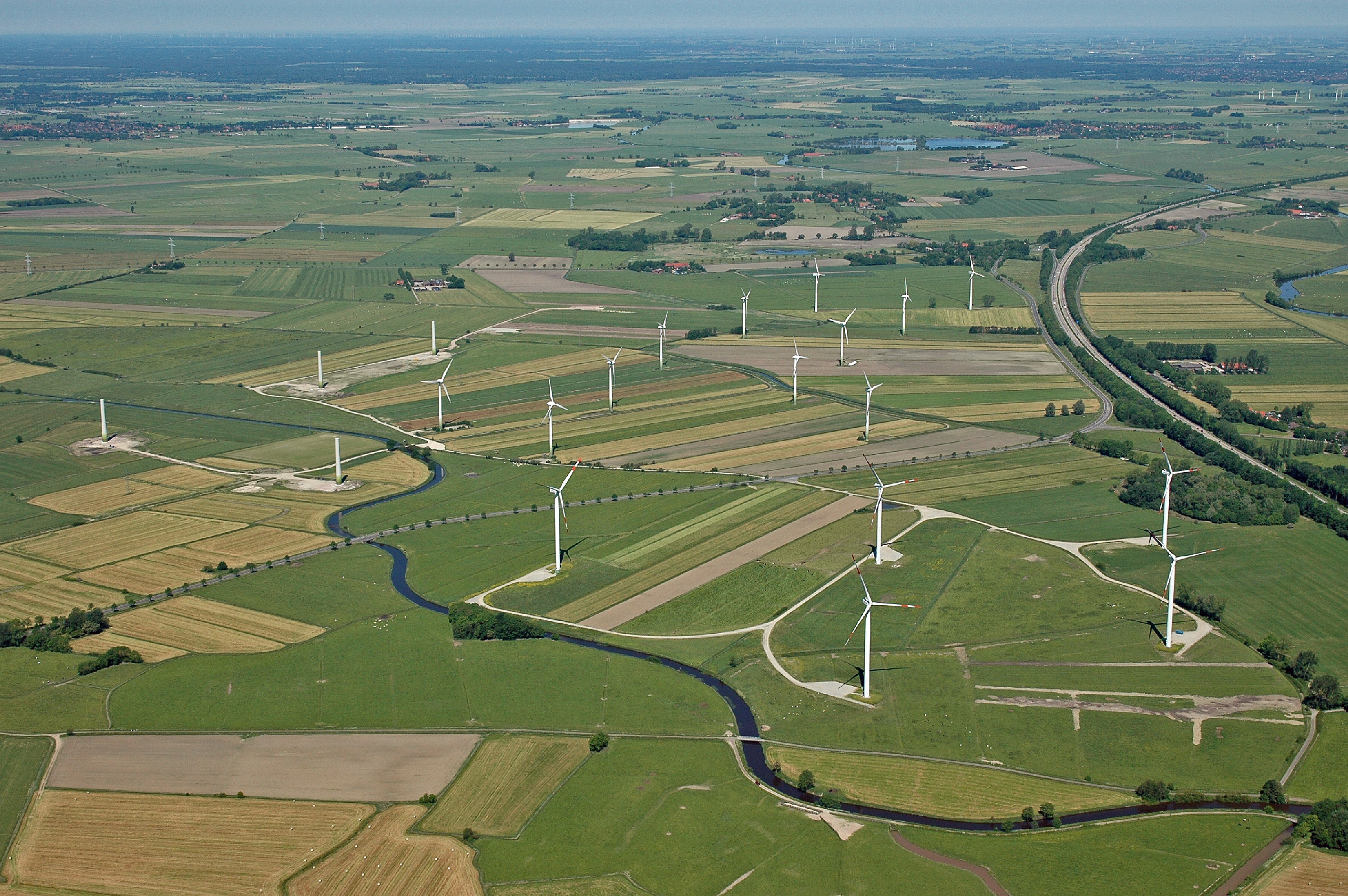
Der Windpark bei Bockhorn wird erweitert (Luftbild 2012).

Rund 85 % der Bockhorner Gemeindefläche bestehen aus Forst- und Landwirtschaftsflächen. Die Bauflächen nehmen dagegen nur einen Anteil von rund 9 % ein. Die gesamte weitere Flächennutzung kann der folgenden Tabelle entnommen werden:
| Flächennutzung im Jahre 2005        | Fläche in ha |
| ----------------------------------- | ------------ |
| Bauflächen                          | 705          |
| Gemeinbedarf                        | 10           |
| Verkehrsflächen                     | 237          |
| Flächen für die Ver- und Entsorgung | 2            |
| Grünflächen                         | 33           |
| Landwirtschaftsflächen              | 5916         |
| Forstwirtschaftsflächen             | 603          |
| Wasserflächen                       | 110          |
| Sonstige Flächen                    | 83           |
| Gesamtfläche                        | 7699         |

## Geschichte

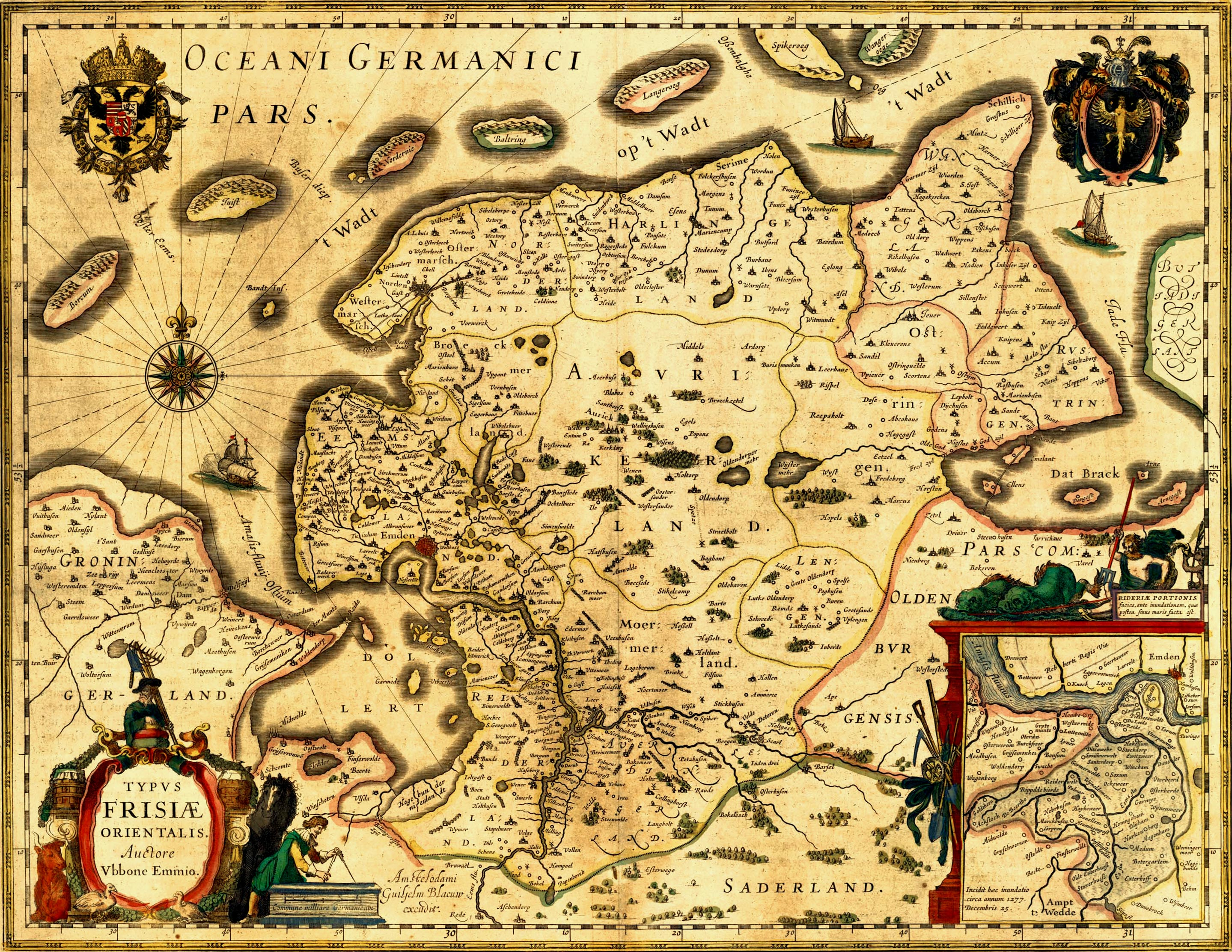
Ostfriesische Halbinsel um 1600
Bockhorn (Bokeren) ist bereits auf der Karte verzeichnet

Funde aus der Jungsteinzeit (3000–2000 v. Chr.), der Bronzezeit (2000–750 v. Chr.) und aus der Eisenzeit (750 bis Christi Geburt) bezeugen, dass die Region schon lange vor Beginn unserer Zeitrechnung besiedelt wurde.
Die Siedlung Bockhorn wurde vermutlich gegründet, als die Friesen in die Geest vordrangen. Der Ortsname findet sich als Bochorne zum ersten Male in einer Urkunde aus dem Jahr 1220. Bochorne ist ein zusammengesetzter Name. Das Grundwort ist horna (gebogene Flur). Das heutige Bock leitet sich ursprünglich vom boc, boca, buoca ab und bedeutet Buche. Die alte Siedlung Bockhorn muss dem Namen nach also auf einer im Grundriss gebogenen, damals mit Buchen bestandenen Flur, angelegt worden sein. Somit ist das heute verwendete Ortswappen mit dem Hirsch und dem Jagdhorn eigentlich irreführend. Aus der Zeit um 80 v. Chr. datiert die Münze von Bockhorn.
Im Mittelalter gehörte die Friesische Wehde und damit Bockhorn zum Vareler Viertel in Rüstringen. Bockhorn war im 14. Jahrhundert ein wichtiger Marktort am Friesischen Heerweg, was Geleitbriefe zum an Mariae Himmelfahrt stattfindenden Bockhorner Markt aus den Jahren 1310, 1312 und 1314 dokumentieren. Die Geleitbriefe dienten dem Schutz auswärtiger Kaufleute, die so den Markt sicher erreichen und verlassen konnten.
Zwei Sturmfluten – die Clemensflut im Jahr 1334 und die Marcellusflut von 1362 – brachten starke Landverluste und große Not über die Bevölkerung an der Nordseeküste.
1428 überließ der Häuptling von Rüstringen Siebet dem Grafen Dietrich von Oldenburg und dessen Gemahlin Heilwig alle Ansprüche und Gerechtsamkeit an dem Kirchspiel Frijade und seine Güter den Kirchspielen Varel, Bockhorn, Zetel und Horsten. Bald nach der Überlassung kam es zu Streitigkeiten. 1486 wurde die Westwehde nochmals an Ostfriesland verpfändet, bis durch den Frieden von Zetel 1517 die Friesische Wehde endgültig zu Oldenburg kam.
Während des Dreißigjährigen Krieges zog Graf Anton Günther dänische Hilfstruppen heran, doch obwohl das Land von Brandschatzung und Plünderung verschont blieb, trat erst nach dem Friedensschluss 1648 allmählich eine Besserung ein. Die dänischen Könige waren gleichzeitig Grafen von Oldenburg und Delmenhorst. Als 1667 Graf Anton Günther starb, gingen die Grafschaften an den König von Dänemark und Herzog von Holstein-Gottorp über, der bis 1773 über das Land herrschte. Das 19. Jahrhundert muss für die Friesische Wehde eine glückliche Zeit gewesen sein. Die Spinnerei und Weberei standen in voller Blüte. Die neuerstandene Ziegelindustrie trug zu dem wirtschaftlichen Aufschwung bei. Durch die Kriegszüge Napoleons begannen schwere Zeiten für das Land. Herzog Peter Friedrich Ludwig von Oldenburg – Oldenburg war inzwischen Herzogtum geworden – versuchte, dem 1806 gegründeten Rheinbund nicht beizutreten. Es gelang ihm nicht, und so kam das Herzogtum Oldenburg 1810 unter die französische Verwaltung, unter der sowohl der Handel, als auch die Bevölkerung zu leiden hatten. Die Franzosen zogen sich erst zurück, nachdem Napoleon I. in der Völkerschlacht bei Leipzig geschlagen worden war.
Im Laufe des 19. Jahrhunderts vollzog sich in Bockhorn bei Industrie und Gewerbe ein bemerkenswerter Umschwung. Während in den 1850er Jahren noch die Baumwoll- und Leinenweberei in voller Blüte stand, ging sie immer weiter zurück, bis sie gegen Ende des Jahrhunderts völlig aufhörte. Dagegen nahm die Ziegelindustrie einen bedeutenden Aufschwung. So stieg die Nachfrage nach Klinkern von Jahr zu Jahr und der Name Bockhorns wurde durch die Klinkerindustrie in ganz Europa bekannt, so beispielsweise durch das in den 1920er Jahren errichtete Chilehaus in Hamburg. 1908 schließen sich 14 Ziegeleien zu den Vereinigte Oldenburger Klinkerwerken zusammen. Aus dem Verbund ist heute die Bockhorner Klinker GmbH geworden. Von den Gründungsmitgliedern sind noch vier Ziegeleien dabei, zwei davon produzieren in der Gemeinde Bockhorn. Der Verbund betreibt in Bockhorn das Bockhorner Klinkerzentrum, das die Verwaltungs- und die Vertriebsaktivitäten der Firma zentralisiert.
Die 1888–1893 gebaute Eisenbahn Neuenburg, Zetel, Bockhorn, Ellenserdammersiel ließ die Friesische Wehde zu einem beliebten Ausflugsziel werden, bis die Bahn nach dem Zweiten Weltkrieg an Bedeutung verlor. Der Bahnverkehr wurde nach und nach eingestellt: 1953 auf dem Abschnitt zwischen Bockhorn und Westerstede, 1954 auf dem Ringbahnabschnitt nach Ellenserdamm; der letzte Personenzug (Sonderzug „Musikexpress“) verkehrte 1967 auf der Hauptstrecke. Anfang der 1990er Jahre wurde die Strecke endgültig stillgelegt und im Jahr 2002 abgebaut.
Bis 1867 bestand die Friesische Wehde aus den Gemeinden Bockhorn und Zetel. Als die Gemeinde Neuenburg gebildet wurde, musste Bockhorn dazu die Ortschaft Astede und große Waldgebiete abtreten. Im Jahr 1933 wurden die Gemeinden Bockhorn, Zetel und Neuenburg zur Großgemeinde Friesische Wehde zusammengefasst. Sitz der neuen Gemeinde wurde Bockhorn. 1948 wurde diese Großgemeinde jedoch wieder aufgelöst und die drei Gemeinden erhielten ihre Selbstständigkeit zurück.

## Einwohnerentwicklung
| Jahr | Einwohner |
| ---- | --------- |
| 2004 | 9.119     |
| 2005 | 8.780     |
| 2007 | 8.693     |
| 2015 | 8.594     |
| 2019 | 8.892     |
| 2023 | 9.070     |

## Politik

### Gemeinderat
Der Gemeinderat der Gemeinde Bockhorn besteht aus 22 Ratsfrauen und Ratsherren. Dies ist die festgelegte Anzahl für eine Gemeinde mit einer Einwohnerzahl zwischen 8001 und 9000. Der Gemeinderat wird durch eine Kommunalwahl für jeweils fünf Jahre gewählt. Die nächste Amtszeit beginnt am 1. November 2021 und endet am 31. Oktober 2026.
Stimmberechtigt im Rat der Stadt ist außerdem der hauptamtliche Bürgermeister Thorsten Krettek.
Die letzte Kommunalwahl vom 12. September 2021 ergab das folgende Ergebnis:
| Partei                | Anteilige Stimmen | Anzahl Sitze | Veränderung Stimmen | Veränderung Sitze |
| --------------------- | ----------------- | ------------ | ------------------- | ----------------- |
| CDU                   | 36,51 %           | 8            | −0,74 %             | 0                 |
| SPD                   | 24,79 %           | 5            | +2,85 %             | 0                 |
| UWG                   | 10,64 %           | 2            | −3,72 %             | −1                |
| Bündnis 90/Die Grünen | 9,23 %            | 2            | +0,51 %             | 0                 |
| PFF                   | 8,41 %            | 2            | +8,41 %             | +2                |
| FDP                   | 8,03 %            | 2            | −2,40 %             | 0                 |
| Die Linke             | 2,39 %            | 1            | −0,37 %             | 0                 |

Die Wahlbeteiligung bei der Kommunalwahl 2021 entsprach mit 57,55 % ungefähr dem niedersächsischen Durchschnitt von 57,1 %.

### Bürgermeister
Hauptamtlicher Bürgermeister der Gemeinde Bockhorn ist seit dem 1. November 2019 Thorsten Krettek. Bei der Bürgermeisterwahl am 26. Mai 2019 konnte er sich mit 54,3 Prozent gegen die parteilosen Mitbewerbern Katja Lorenz (35,2 %) und Maik Radig (10,3 %) durchsetzen. Der neue Bürgermeister war zuvor über 34 Jahre Polizeibeamter. Er tritt die Nachfolge von Andreas Meinen an, der 2011 zum hauptamtlichen Bürgermeister in Bockhorn gewählt wurde und nicht wieder antrat.

### Vertreter in Land- und Bundestag
Bei den Wahlen zum Niedersächsischen Landtag gehört Bockhorn zum Landtagswahlkreis 070 Friesland, der den gesamten Landkreis Friesland umfasst. Das Direktmandat wurde im Januar 2013 durch Olaf Lies von der SPD gewonnen. Bei der Wahl vom 15. Oktober 2017 konnte er den Erfolg wiederholen. Bei der letzten Landtagswahl vom 9. Oktober 2022 konnte Lies das Direktmandat mit 48,96 % der Stimmen bei einer Wahlbeteiligung von 59,54 % erneut verteidigen. Weiterhin werden Katharina Jensen (CDU) und Sina Beckmann (Grüne) den Landkreis im Landtag vertreten. Sie zogen über die jeweiligen Landeslisten ihrer Parteien in das Parlament. Die konstituierende Sitzung des neu gewählten Parlaments fand am 8. November 2022 statt. Die Wahlperiode endet im Herbst 2027.
Die Gemeinde Bockhorn gehört zum Bundestagswahlkreis Friesland – Wilhelmshaven – Wittmund. Er umfasst die Stadt Wilhelmshaven sowie die Landkreise Friesland und Wittmund. Bei der Bundestagswahl 2025 gewann die Sozialdemokratin Siemtje Möller das Direktmandat zum dritten Mal in Folge. Über Listenplätze ihrer Parteien zogen Anne Janssen (CDU) und Martin Sichert (AfD) aus dem Wahlkreis in den Bundestag ein.

### Wappen, Flagge und Dienstsiegel
Der Niedersächsische Minister des Innern erteilte der Gemeinde Bockhorn 1950 die Erlaubnis, das nachstehend beschriebene Wappen zu führen. Dabei handelt es sich mit dem Hirschbock und dem Horn um ein redendes Wappen.
Wappenbeschreibung
„In Gold ein aufspringer roter Hirschbock, unten ein blaues Horn mit goldenen Beschlägen und schwarzer Fessel.“

Flagge
„Die Farben der Gemeinde sind gelb-rot-blau.“
Dienstsiegel
Das Dienstsiegel enthält das Wappen und die Umschrift „Gemeinde Bockhorn“.

### Städtepartnerschaften
Seit dem 4. Oktober 2002 besteht eine Partnerschaft mit der ungarischen Gemeinde Vértessomló (dt. Schemling).

## Kultur und Sehenswürdigkeiten

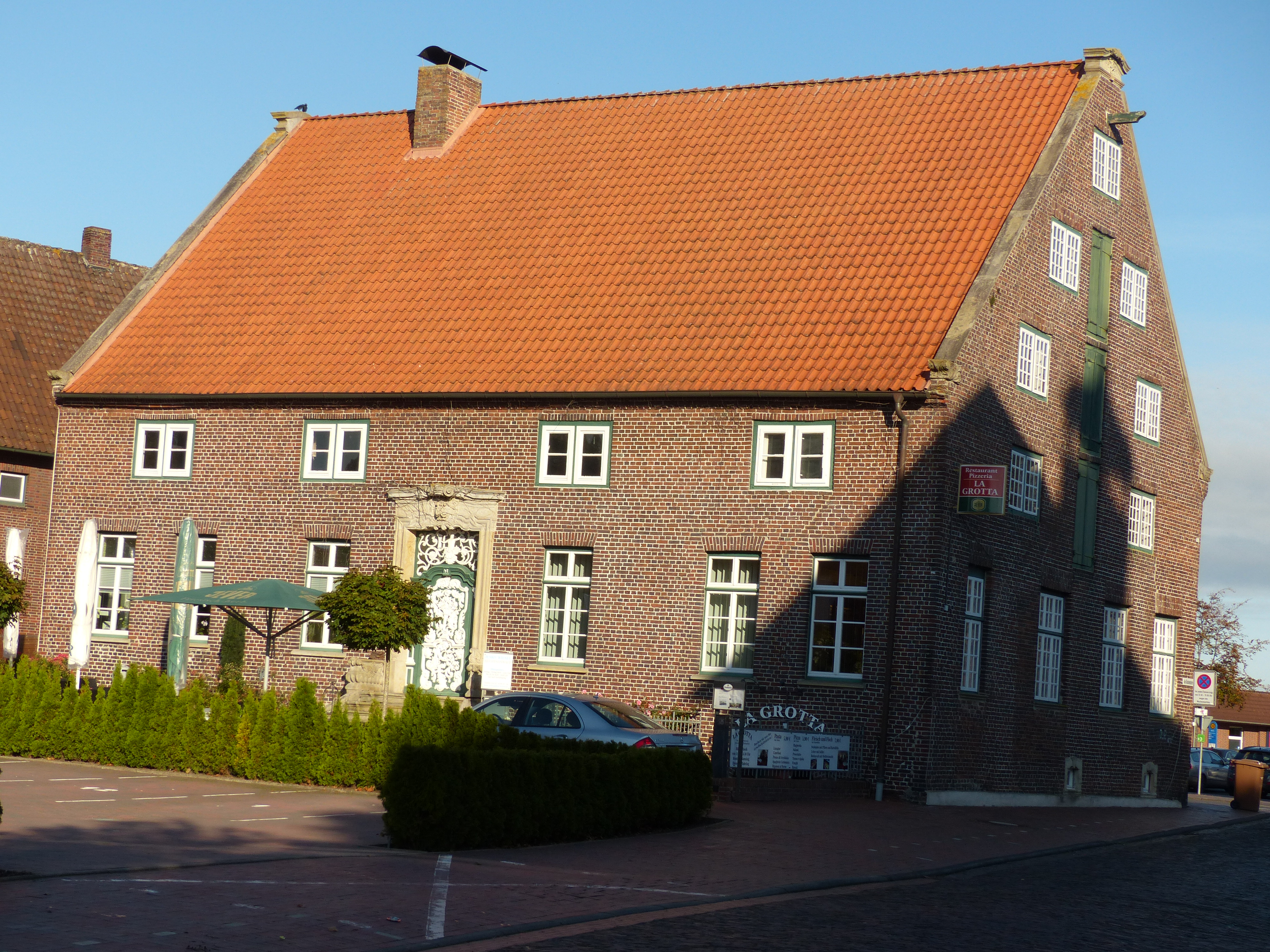
Hemkensches Kaufmannshaus mit Rokokotür von 1754

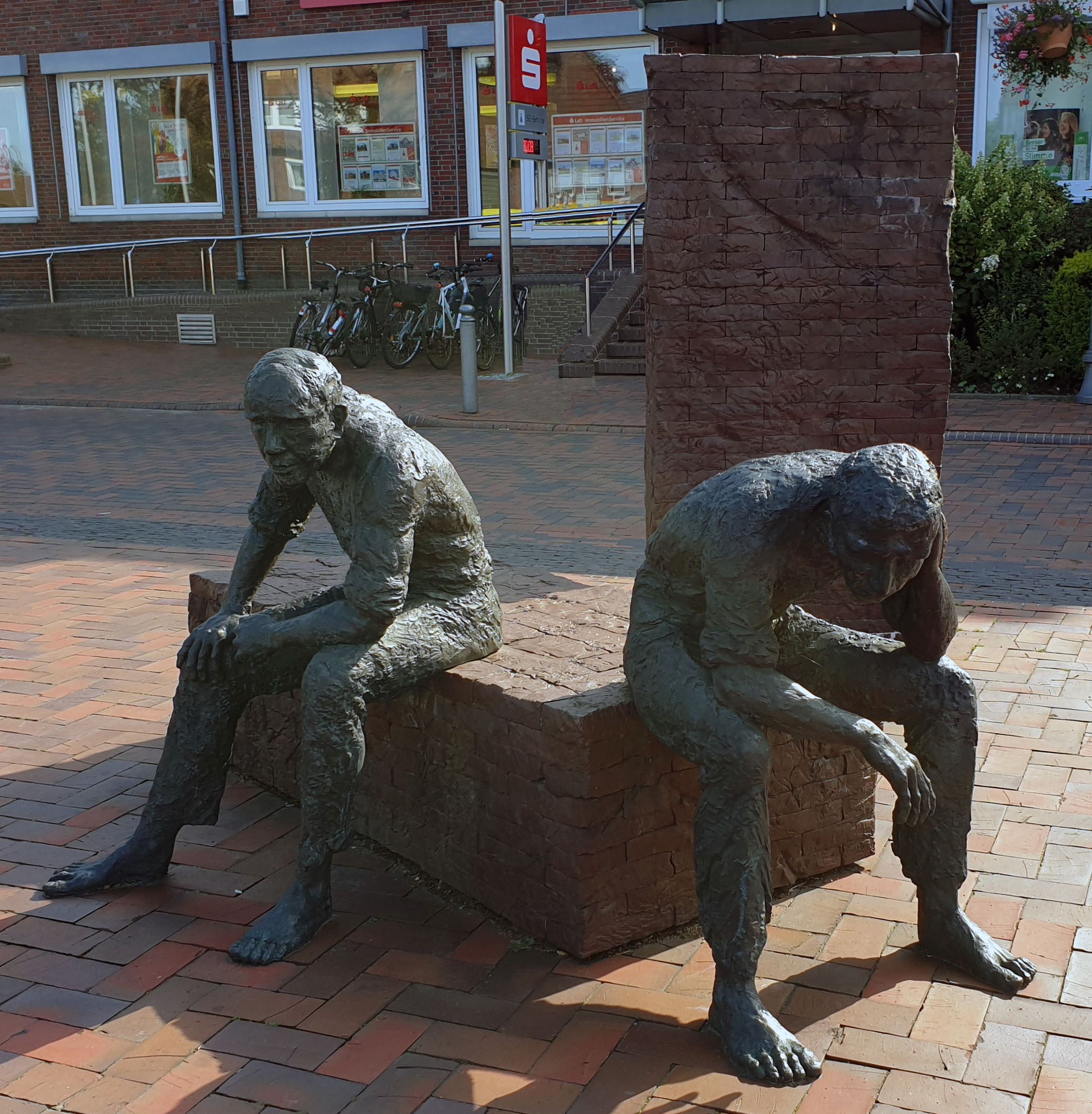
Ziegeleiarbeiter von Heinz-Jürgen Gerdes

### Sehenswürdigkeiten und Bauwerke

#### Hemkensches Kaufmannshaus
Am Bockhorner Marktplatz befindet sich das aus der Mitte des 18. Jahrhunderts stammende “Hemkensche Kaufmannshaus”. An der Südseite besitzt das Klinkergebäude eine reich verzierte Eingangstür aus dem Jahre 1754, die zu den eindrucksvollsten Werken der Barockzeit im Oldenburger Land zählt. Der die Tür einfassende steinerne Rahmen zeigt das Wappen der Bockhorner Kaufmannsfamilie Hemken, deren Familienmitglieder neben der kaufmännischen Tätigkeit auch alle künstlerische Tätigkeiten verfolgten. Nach der Familie Hemken wechselte es 1878 in den Besitz der Familie Becker, ab 1919 gehörte der Familie Jürgens. Heute befindet sich in dem Gebäude eine Bankfiliale der OLB. Die Inneneinrichtung des alten Kaufmannsladen aus der Mitte des 18. Jahrhunderts konnte erhalten werden und befindet sich heute im Landesmuseum für Kunst und Kulturgeschichte Oldenburg.

#### Skulpturen
Ebenfalls auf dem Bockhorner Marktplatz befindet sich die Skulptur „Die Ziegeleiarbeiter“ des Münsteraner Künstlers Heinz-Jürgen Gerdes. Die Skulptur wurde im Juli 1996 enthüllt und soll an die traditionsreiche Klinkerfertigung in der Gemeinde Bockhorn erinnern. Die Skulptur besteht aus zwei Bronzefiguren, die sich sitzend auf einem Block aus Bockhorner Handformklinkern ausruhen.
Im Expo-Jahr 2000 wurde der sogenannte Skulpturenpfad Kunst am Deich angelegt, der entlang des Radweges am Seedeich von Mariensiel bis nach Dangast verläuft. Die sieben Skulpturen entstanden während eines Bildhauersymposiums und wurden von sieben verschiedenen Künstlern geschaffen. Die Skulpturen stellen die sieben Tage der Schöpfungsgeschichte dar. In Petersgroden steht die Skulptur „Die Tiere im Wasser und in der Luft“. von Ivo Gohsmann (Oldenburg), in Petershörn die Skulptur „Die Tiere des Feldes. Der Mensch“ von Norbert Pierdzig (Edewecht). Die Skulpturen stellen den fünften und den sechsten Schöpfungstag dar.

### Naturschutzgebiete

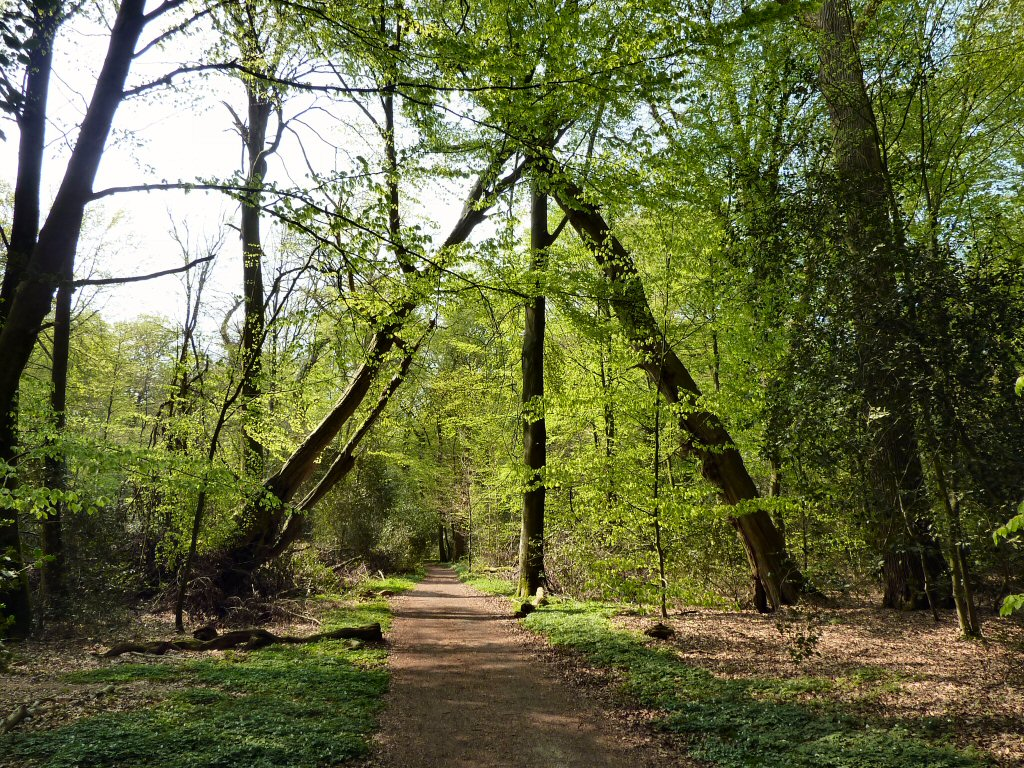
Neuenburger Urwald – Bäume am Hauptweg bilden ein natürliches Tor

Das auf der Friesischen Wehde zwischen den Ortschaften Neuenburg, Zetel und Bockhorn liegende Neuenburger Holz ist seit 2019 als Naturschutzgebiet ausgewiesen. Das Naturschutzgebiet umfasst das gleichnamige FFH-Gebiet. Der Neuenburger Urwald, der auf einer Fläche von 48,5 Hektar bereits seit 1938 unter Naturschutz stand, ist Teil des Naturschutzgebietes „Neuenburger Holz“.
Die Waldfläche des Neuenburger Urwaldes wurde durch Brennholzeinschläge während der Kriegs- und Nachkriegsjahre auf circa 24 Hektar reduziert. In Teilbereichen wurden nach dieser Abholzung standortfremde Nadelgehölze angepflanzt, die jedoch von der zuständigen Forstverwaltung mittlerweile wieder durch standortheimische Bestände ersetzt worden sind. Der Waldbestand besteht heute weitgehend aus Buchen und Eichen. Zahlreiche Wanderwege zu Erholungszwecken sind vorhanden.
Auf dem Gemeindegebiet befindet sich weiterhin das 321 Hektar große Naturschutzgebiet Bockhorner Moor. Es stellt einen kleinen Teil des ehemals riesigen Hochmoores unter Schutz. Unkultivierte Teile des Moores wurden renaturiert. In den Randbereichen ist teilweise Grünland, das landwirtschaftlich genutzt wird, in das Naturschutzgebiet einbezogen.
Im Übergangsbereich von der Geest in die Marsch zwischen dem Zeteler Tief und der Woppenkamper Bäke liegen als weiteres Naturschutzgebiet die Driefeler Wiesen. Das Gebiet ist 66 Hektar groß und steht seit 2006 unter Naturschutz.

### Regelmäßige Veranstaltungen
Das große Oldtimer- und Teilemarkt in Bockhorn findet jährlich rund um Pfingsten (Juni) statt, Höhepunkt der Oldtimermesse ist die Friesland-Rallye mit Oldtimern und Youngtimern. Jeweils am zweiten Septemberwochenende findet mit dem Bockhorner Markt die Hauptattraktion des Jahres statt.

## Wirtschaft und Infrastruktur

### Tourismus
Die Gemeinde Bockhorn wirbt gemeinsam mit der Nachbargemeinde Zetel mit dem Begriff „Naturerlebnis Südliches Friesland“. Zusammen mit dem Schlossmuseum Jever wurden in 2009 verschiedene Freizeitangebote und Veranstaltungen in den Gemeinden Bockhorn und Zetel gebündelt. Beworben werden in erster Linie mehrere Fahrrad- und Wanderrouten, mit denen sich die regional eng beieinander liegenden Landschaftstypen Küste, Geest, Marsch, Moor und Urwald entdecken lassen.

### Verkehr
Die Gemeinde ist über die Bundesstraße B 437 und die Landesstraße L 816 an die Bundesautobahn A 29 angebunden. Die A 29 führt von Wilhelmshaven über Oldenburg weiter zum Dreieck Ahlhorner Heide an der A 1. Die B 437 verläuft von Friedeburg über Bockhorn, Varel weiter zur A 27 südlich von Bremerhaven.
Der Öffentliche Personennahverkehr wird durch Buslinien des Weser-Ems Bus bedient. Sie fahren von Bockhorn aus nach Varel (stündlich), Wilhelmshaven und Westerstede (annähernd stündlich). Die Gemeinde Bockhorn liegt im Gebiet des Verkehrsverbundes Ems-Jade und wird von der Firma Bruns bedient.

### Medien
Regionale und lokale Tageszeitung für die Gemeinde ist die Nordwest-Zeitung aus Oldenburg mit dem Lokalteil und der eigenständigen Redaktion Der Gemeinnützige. Neben der Printausgabe existiert eine Online-Ausgabe.
Die Gemeinde Bockhorn gehört mit zum Verbreitungsgebiet des Anzeigenblatts Friesländer Bote. Er erscheint wöchentlich mit einer Gesamtauflage von rund 28.000 Exemplaren und wird kostenlos an die Haushalte in Varel sowie in den angrenzenden Gemeinden Bockhorn, Zetel und Jade abgegeben. Neben der Printausgabe existiert eine Online-Ausgabe.

### Bildung
Die Gemeinde besitzt mit der Grundschule Bockhorn sowie der Grundschule Grabstede zwei Grundschulen. Als weiterführende Schule gibt es in Bockhorn die Oberschule Bockhorn in der Hilgenholter Straße. Sie ist eine offene Ganztagesschule. Außerdem gibt es in der Gemeinde 4 Kindergärten und mindestens ein weiterer ist in Planung.

## Persönlichkeiten

### Söhne und Töchter der Gemeinde
- Diedrich Uhlhorn (1764–1837), Erfinder, Fabrikant
- Peter von Weltzien (1815–1870), oldenburgischer General
- Arnold Huchting (1824–1900), Reichstags- und Landtagsabgeordneter und Gemeindevorsteher von 1856 bis 1900
- Johannes Schmidt (1902–1977), evangelischer Pastor und Politiker
- Stefan Bohlen (* 1982), Beamter im höheren nicht-technischen Verwaltungsdienst, Politiker (CDU) und seit dem 1. Januar 2024 hauptamtlicher Bürgermeister der Stadt Kaltenkirchen in Schleswig-Holstein in der Metropolregion Hamburg

### Persönlichkeiten, die vor Ort gewirkt haben
Mit Bockhorn sind zudem die Namen der folgenden Personen verbunden:
- Heiko Daxl (1957–2012), Medienkünstler und Ausstellungskurator
- Johannes Bitter (* 1982), Handballnationalspieler, Weltmeister 2007, spielte 1989–1999 bei der HSG Neuenburg/Bockhorn